# NGC 6771
NGC 6771 је спирална галаксија у сазвежђу Паун која се налази на NGC листи објеката дубоког неба.
Деклинација објекта је - 60° 32' 47" а ректасцензија 19h 18m 39,4s. Привидна величина (магнитуда) објекта NGC 6771 износи 12,6 а фотографска магнитуда 13,5. NGC 6771 је још познат и под ознакама ESO 141-50, AM 1923-603, PGC 63049.